# Liste der Monuments historiques in Listrac-Médoc
Die Liste der Monuments historiques in Listrac-Médoc führt die Monuments historiques in der französischen Gemeinde Listrac-Médoc auf.

## Liste der Bauwerke
| Bezeichnung      | Beschreibung              | Standort | Kennzeichnung | Schutzstatus | Datum | Bild           |
| ---------------- | ------------------------- | -------- | ------------- | ------------ | ----- | -------------- |
| Kirche St-Martin | Erbaut im 12. Jahrhundert | (Lage)   | PA00083602    | Inscrit      | 1925  | weitere Bilder |

## Liste der Objekte
| Bezeichnung                     | Beschreibung           | Standort                       | Kennzeichnung | Schutzstatus | Datum | Bild |
| ------------------------------- | ---------------------- | ------------------------------ | ------------- | ------------ | ----- | ---- |
| Ölgemälde Taufe Christi         | 19. Jahrhundert        | in der Kirche St-Martin (Lage) | PM33001984    | Inscrit      | 2003  |      |
| Skulptur der heiligen Katharina | Stein, 15. Jahrhundert | in der Kirche St-Martin (Lage) | PM33000581    | Classé       | 1971  |      |